# Język suau
Język suau, także iou – język austronezyjski używany w prowincji Milne Bay w Papui-Nowej Gwinei. Posługuje się nim 20 tys. osób.
Historycznie ugruntowana lingua franca.
Sporządzono jego słownik. Zapisywany alfabetem łacińskim. 